# مارك سميث (سائق سباق)
مارك سميث (بالإنجليزية: Mark Smith)‏ هو سائق سباق أمريكي، ولد في 10 أبريل 1967 في بورتلاند في الولايات المتحدة.